# آتلانتیس (فیلم ۱۹۱۳)
آتلانتیس (انگلیسی: Atlantis) یک فیلم صامت دانمارکی است که توسط نوردیسک فیلم و در سال ۱۹۱۳ منتشر شد. از بازیگران آن می‌توان به مایکل کورتیز اشاره کرد.